# 默凱特冰山麓
68°37′S 65°30′W / 68.617°S 65.500°W
默凱特冰山麓（英語：Mercator Ice Piedmont）是南極洲的冰山麓，位於葛拉漢地東部，由吉布斯冰川、拉默斯冰川、科爾冰川和韋爾豪澤冰川匯流而成，在1935年11月由美國探險家首次拍攝空中照片。